# احمدآباد (جرقویه)
احمدآباد (جرقویه)، روستایی از توابع بخش جرقویه علیا شهرستان جرقویه در استان اصفهان ایران است. این روستا در ۱۶۰ کیلومتری جنوب‌شرقی شهر اصفهان ۸۰ کیلومتری شهر شهرضا و در  ٨۰ کیلومتری شهر ورزنه واقع شده‌است. جمعیت این روستا حدود ۴۵۲ نفر می‌باشد.

## همسایگان روستا
این روستا در عرض جغرافیایی۸۳۲۴۱۲۲°۳۱ و طول جغرافیایی ۵۸۹۷۰۷۴°۵۲ قرار دارد.
شمال: روستای فیض‌آباد و روستای حارث‌آباد (که آخرین روستاهای منطقه جرقویه علیا هستند و با استان یزد هم‌مرز می‌باشند)،

جنوب: سینه سر تختی،

شرق: مزارع سعادت ابادوروستای مبارکه، روستای رامشه، روستای مالواجرد و سپس شهر حسن‌آباد،

غرب: روستای اسفنداران (که بعد از آن جاده‌ای است که به سمت ایزدخواه و شهرستان آباده قرار دارد).

## کشاورزی
منطقهٔ احمداباد دارای کشاورزی محدود که منابع آن معمولاً سفره‌های زیرزمینی قنات چاه و چشمه‌است و عمدهٔ محصول میوه این باغات انار است؛ اخیراً نیز کشت نهال پسته در این روستا آغاز شده‌است.